# 来迎寺 (神戸市)
来迎寺（らいごうじ）は兵庫県神戸市兵庫区島上町にある浄土宗西山派の仏教寺院。

## 歴史
寺伝によると、平清盛が経が島を築くとき、暴風大波のため進まず、讃岐香川領主大井民部の子、17歳になる松王丸が進んで人柱になり完成したので、松王丸の菩提を弔うために寺を建て、念仏の道場としたという。
- 元禄年間（1688年～1703年）の「指出帳」に、この寺は八棟寺跡を支配し、八棟寺は清盛の建立で清盛の石塔は北条貞時が建てたという伝説をのせている。
- 元禄9年（1696年）の絵図には、この寺の前から西へ海が入り込み、寺の門前から船大工町への橋を築島橋といい、門前の橋詰に高札場があった。
- 明治7年（1874年）新川運河が造られて、寺の西方は埋められた。
- 昭和20年（1945年）神戸大空襲で焼け、宝物も失われたが復興している[1]。

## 境内
- 松王丸の石塔
- 清盛の寵姫妓王と妓女の墓
- 俳人吉分大魯句碑　「花鳥の揃へば春の暮るるかな」寛政6年（1794年）建之　蕪村門下

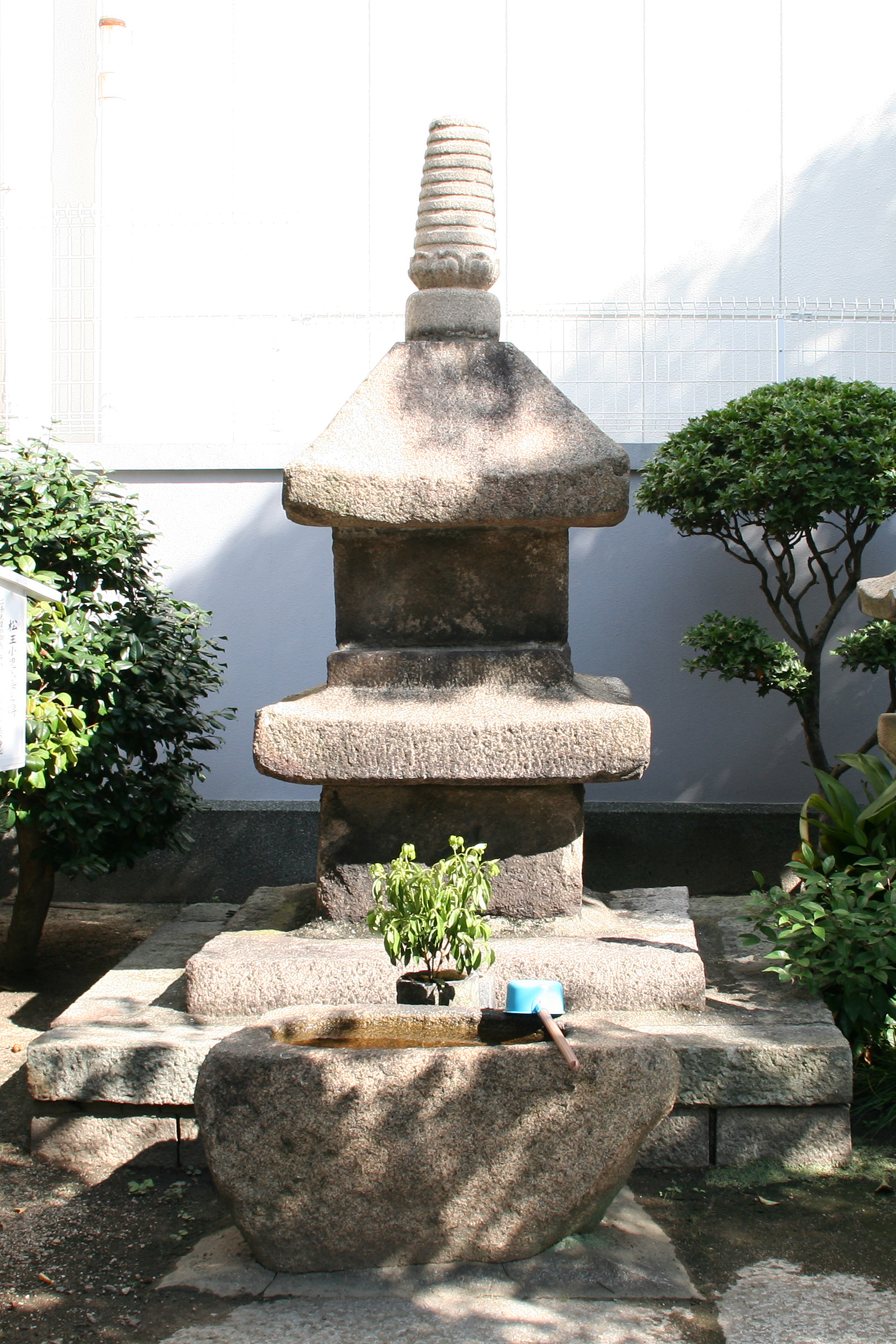
松王小児入海之碑
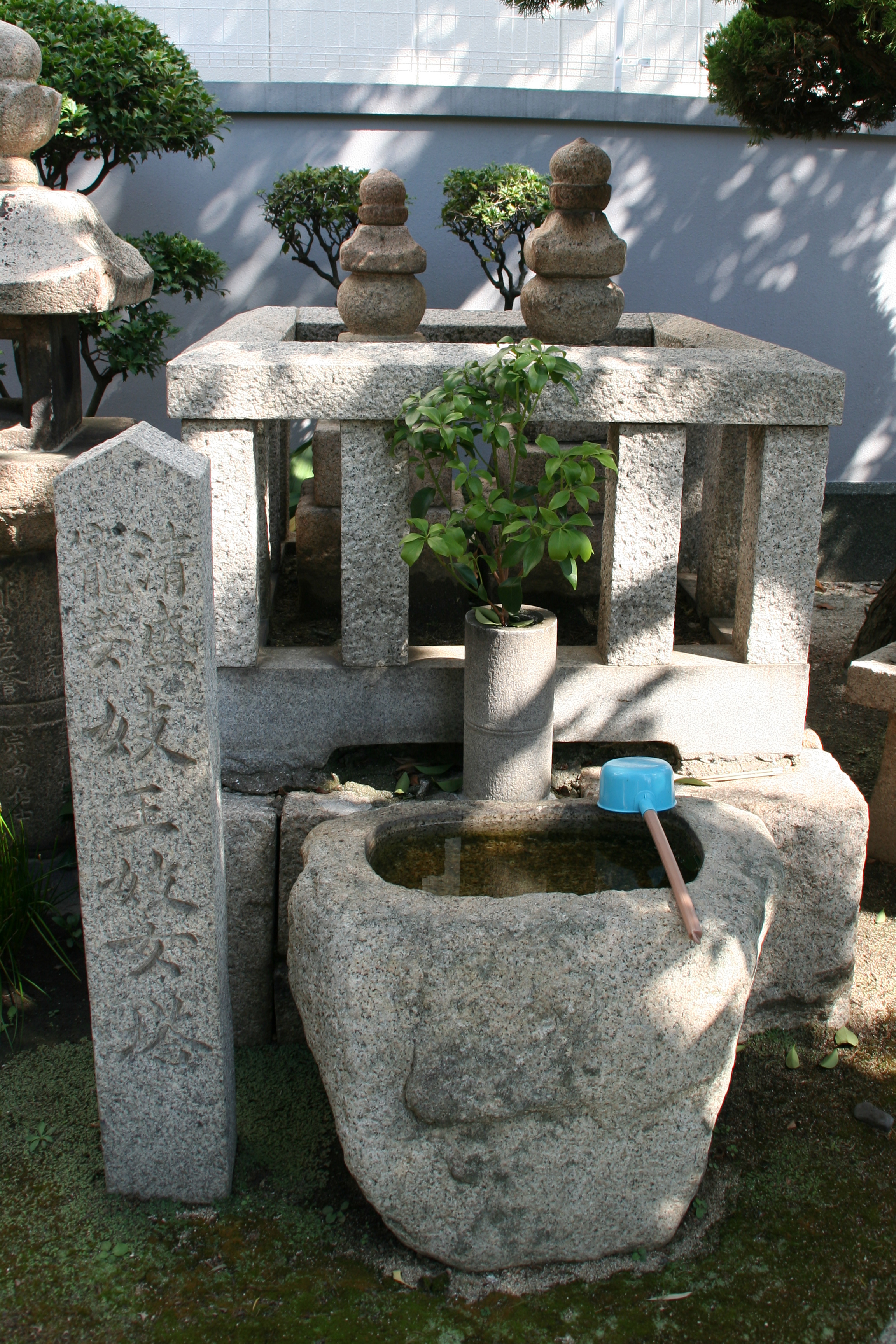
妓王・妓女の塔

## 交通アクセス
- JR神戸線神戸駅より、南に徒歩17分。
- 地下鉄海岸線中央市場前駅より、北に徒歩3分。